# Birgit Malsack-Winkemann
Birgit Malsack-Winkemann, född 12 augusti 1964 i Darmstadt, är en tysk högerextremistisk politiker och domare. Hon var ledamot av Förbundsdagen för Alternativ för Tyskland 2017–2021.
Den 7 december 2022 greps 25 medlemmar ur Reichsbürgerrörelsen i det största polistillslaget någonsin i Tyskland mot extremister, där minst 3000 poliser deltog, då dessa misstänks för att ha planerat en statskupp. En av de gripna var Malsack-Winkemann.